# Птичье (озеро, Приморский край)
Птичье (устар. Тальми) — солёное озеро на юге Приморского края, в Хасанском районе. Площадь поверхности — 36 км², что делает его вторым по показателю в крае.
Занимает междуречье рек Болотная и Туманная. Песчаной косой, прорезанной протокой, отделено от моря. Максимальная глубина 1,5 м. Уровень воды в озере во время приливов повышается. Берега низкие, заболоченные. Имеются два крупных полуострова и три небольших островка.
Относится к Амурскому бассейновому округу.